# Bộ trưởng Giáo dục Hoa Kỳ
Bộ trưởng Giáo dục Hoa Kỳ (tiếng Anh: United States Secretary of Education) là người lãnh đạo Bộ Giáo dục Hoa Kỳ. Bộ trưởng là một thành viên nội các của Tổng thống Hoa Kỳ và đứng thứ 16 trong thứ tự kế vị Tổng thống Hoa Kỳ. Bộ trưởng Giáo dục có nhiệm vụ trông coi chính sách giáo dục của Hoa Kỳ.
Bộ trưởng được cố vấn bởi Ủy ban Cố vấn Quốc gia đặc trách Liêm chính và Chất lượng Giảng dạy (National Advisory Committee on Institutional Quality and Integrity) về "các vấn đề có liên quan đến tín nhiệm, tiêu chuẩn, và tiến trình cấp bằng đối với các cơ sở giáo dục bậc cao."
Bộ trưởng Giáo dục hiện tại là Linda McMahon.

## Danh sách các Bộ trưởng Giáo dục Hoa Kỳ
| Thứ tự | Hình | Tên                | Quê nhà      | Nhậm chức            | Rời chức             | Dưới thời tổng thống             |
| ------ | ---- | ------------------ | ------------ | -------------------- | -------------------- | -------------------------------- |
| 1      |      | Shirley Hufstedler | California   | 30 tháng 11 năm 1979 | 20 tháng 1 năm 1981  | Jimmy Carter                     |
| 2      |      | Terrel Bell        | Utah         | 22 tháng 1 năm 1981  | 20 tháng 1 năm 1985  | Ronald Reagan                    |
| 3      |      | William J. Bennett | New York     | 6 tháng 2 năm 1985   | 20 tháng 9 năm 1988  | Ronald Reagan                    |
| 4      |      | Lauro Cavazos      | Texas        | 20 tháng 9 năm 1988  | 12 tháng 12 năm 1990 | Ronald Reagan, George H. W. Bush |
| 5      |      | Lamar Alexander    | Tennessee    | 22 tháng 3 năm 1991  | 20 tháng 1 năm 1993  | George H. W. Bush                |
| 6      |      | Richard Riley      | Nam Carolina | 21 tháng 1 năm 1993  | 20 tháng 1 năm 2001  | Bill Clinton                     |
| 7      |      | Roderick Paige     | Texas        | 20 tháng 1 năm 2001  | 20 tháng 1 năm 2005  | George W. Bush                   |
| 8      |      | Margaret Spellings | Texas        | 20 tháng 1 năm 2005  | 20 tháng 1 năm 2009  | George W. Bush                   |
| 9      |      | Arne Duncan        | Illinois     | 21 tháng 1 năm 2009  | 1 tháng 1 năm 2016   | Barack Obama                     |
| 10     |      | John King, Jr.     | New York     | 14 tháng 3 năm 2016  | 20 tháng 1 năm 2017  | Barack Obama                     |
| 11     |      | Betsy DeVos        | Michigan     | 7 tháng 2 năm 2017   | 8 tháng 1 năm 2021   | Donald Trump                     |
| 12     |      | Miguel Cardona     | Connecticut  | 2 tháng 3 năm 2021   | 20 tháng 1 năm 2021  | Joe Biden                        |
| 13     |      | Linda McMahon      | Connecticut  | 3 tháng 3 năm 2025   | Đương nhiệm          | Donald Trump                     |

## Danh sách các cựu bộ trưởng giáo dục còn sống
- Shirley Hufstedler
- William J. Bennett
- Lauro Cavazos
- Lamar Alexander
- Richard Riley
- Roderick Paige
- Margaret Spellings
- Arne Duncan
- John King, Jr.
- Betsy DeVos
- Miguel Cardona